# Джок'якартські принципи
Джок'якартські принципи (англ. Yogyakarta Principles) – принципи застосування міжнародно-правових норм про права людини щодо сексуальної орієнтації і гендерної ідентичності були прийняті групою профільних експертів в  Джок'якарті, Індонезія, 6-9 листопада 2006 року.
Джок'якартські принципи охоплюють широкий спектр стандартів в галузі прав людини і їх застосування до питань сексуальної орієнтації і гендерної ідентичності. Вони розроблялися з урахуванням широко документованих практик порушень по всьому світу. Джок'якартські принципи також вказують шлях до забезпечення повної рівності ЛГБТ-осіб у всьому світі. Кожен принцип супроводжується детальними рекомендаціями державам про способи припинення дискримінації і порушень. Принципи також містять рекомендації для правозахисної системи ООН, національних інститутів в галузі прав людини, ЗМІ, неурядових організацій та інших.
Серед розробників принципів присутні екс-Верховний комісар ООН з прав людини, незалежні експерти ООН, члени комітетів ООН з контролю за дотриманням міжнародних договорів, судді, цивільні активісти, вчені.
Принципи були оприлюднені 26 березня в Женеві групою з 29 міжнародних експертів в галузі прав людини на сесії Ради ООН з прав людини.